# Тадеуш Ісаковіч-Залеський
Тадеуш Богдан Ісаковіч-Залеський (вірм. Թադևոս Վարդապետ Իսահակյան-Զալեսկի, пол. Tadeusz Bohdan Isakowicz-Zaleski; 7 вересня 1956, Краків — 9 січня 2024, Хшанів) — польський вірменин, священник вірменської католицької церкви, активний діяч «Солідарності» у 1980-их, українофоб.

## Життєпис

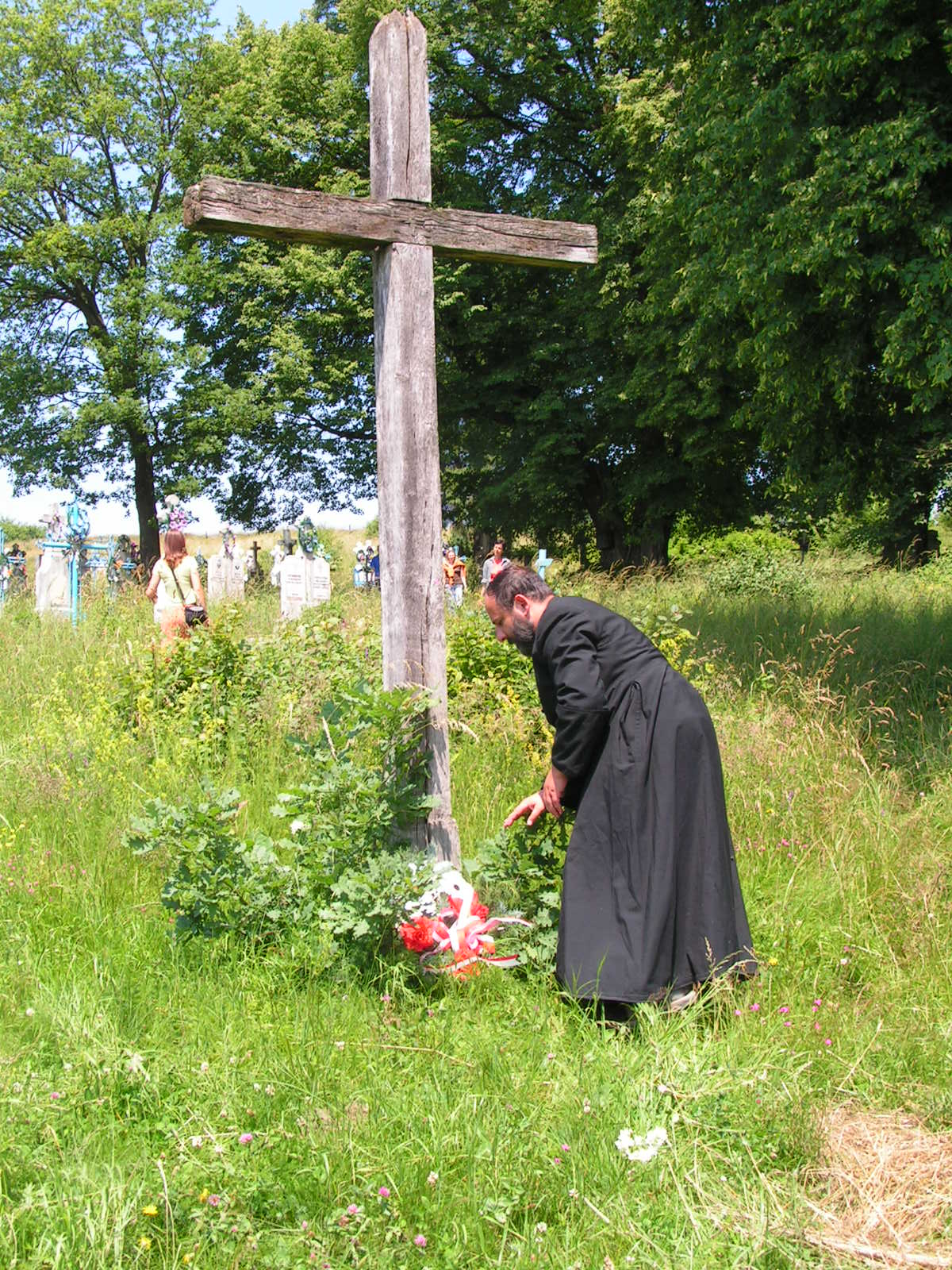
Ісаковіч-Залеський біля хреста в пам'ять поляків у Криниці, Монастириський район

Народився 7 вересня 1956 року в Кракові. Його родовід сягає Львівського Архиєпископа вірменської католицької церкви Ісаака Миколая Ісаковича (1824—1901).
Після закінчення школи навчався у Вищій духовній семінарії в Кракові. У 1983 році був висвячений на священика та направлений для навчання у Папський вірменський коледж в Римі.

## Українофобіятабандерофобія
1 липня 2009 року організували акцію протесту в Любліні проти надання Віктору Ющенку звання почесного доктора Люблінського католицького університету.
5 лютого 2010 року був організатором акції протесту проти присвоєння Степану Бандері Героя України, організував пікети перед будівлею посольства України у Варшаві та консульствами в Познані, Вроцлаві, Кракові, Любліні та Гданську.
Ісаковіч-Залєський закликав уряд Польщі ввести санкції проти України, зробити персоною нон ґрата українського президента Петра Порошенка через його політику щодо УПА та закликав позбавити його Ордену Білого Орла.
Був нагороджений Хрестом пам'яті жертв геноциду ОУН-УПА.[джерело?]

## Публікації
- «Oblężenie». Kraków: Wyd. Krzyża Nowohuckiego, 1981.; Oblężenie. Wyd. II. Kraków: Rota, (1985)
- «Wspomnienia». Kraków: Rota, (1985).
- "Morze Czerwone. Wiersze. Kraków: Libertas, 1987–8.
- «Świętych obcowanie» (1993)
- «Słownik biograficzny księży ormiańskich i pochodzenia ormiańskiego w Polsce w latach 1750—2000» (2001)
- «Arcybiskup ormiański Izaak Mikołaj Isakowicz „Złotousty“: duszpasterz, społecznik i patriota 1824—1901» (2001)
- «Wiersze» (2006)
- «Księża wobec bezpieki na przykładzie archidiecezji krakowskiej» (2007)
- «Moje życie nielegalne» (2008)
- «Przemilczane ludobójstwo na Kresach» (2008)
- «Nie zapomnij o Kresach» (2011)